# Eupropolella britannica
Eupropolella britannica är en svampart som beskrevs av Greenh. & Morgan-Jones 1972. Eupropolella britannica ingår i släktet Eupropolella, ordningen disksvampar, klassen Leotiomycetes, divisionen sporsäcksvampar och riket svampar.   Inga underarter finns listade i Catalogue of Life.